# Lâu đài Bytów
Lâu đài Bytów là một lâu đài Teutonic theo kiến trúc gothic   và là một thành trì trước đây của công tước Pomeranian.

## Lịch sử

### Lâu đài Teutonic
Các Hiệp sĩ Teutonic bắt đầu xây dựng lâu đài vào năm 1390 trên một ngọn đồi ở phía đông nam Bytów. Mikołaj Fellenstein chỉ đạo các công trình xây dựng của lâu đài vào năm 1398-1406. Lâu đài được xây dựng theo kế hoạch là một hình chữ nhật bằng đá và gạch với kích thước 49 mét x 70 mét. Ở các góc của lâu đài, ba tòa tháp hình trụ và một hình vuông được xây dựng. Cánh lâu đài phía tây bắc là một tòa nhà ba tầng phục vụ như một khu nhà ở. Các phòng quan trọng nhất là trong tòa nhà này, bao gồm nhà kính, nhà nguyện và văn phòng công tố viên. Nhà kho được đặt ở tầng ba.
Cánh phía tây nam của lâu đài có một nhà bếp và một kho thực phẩm, và gần đó là một giếng nước. Cánh cổng được nâng lên từ phía đông bắc của lâu đài. Đến gần cổng, có một con hào và cây cầu được dùng làm lối vào trong lâu đài. Bốn tòa tháp ở mỗi góc của lâu đài đóng vai trò là công trình phòng thủ, vũ khí nhà ở.
Vương quốc Ba Lan dưới sự chỉ huy của Władysław Jagiełło đã tịch thu lâu đài vào năm 1410.

### Lâu đài Công tước Pomerania
Vương quốc Ba Lan nắm quyền kiểm soát lâu đài trong Chiến tranh mười ba năm. Vào năm 1466, vua Kazimierz Jagiellońchot đã nhượng lại lâu đài cho thái ấp, Lãnh địa của Pomerania, sau đó được cai trị bởi Eric II, công tước xứ Pomerania. Năm 1500, thành trì được bao quanh với các công sự và pháo đài. Vào nửa sau của thế kỷ 16, lâu đài là nơi cư ngụ của Gia đình Pomerania, vào những năm 1560-1570 có khu nhà ở của họ ở cánh đông nam. Chiến tranh ba mươi năm gây thiệt hại nhỏ cho thành trì. Cùng với cái chết thành viên cuối cùng của Gia đình Pomerania năm 1638, lâu đài trở thành nơi cư trú của starosta.
Quân đội Thụy Điển đã san bằng lâu đài trong trận Đại hồng thủy. Vào thế kỷ 19, lâu đài đã được xây dựng lại một phần sau khi Frederick William I của Phổ, cử tri của Brandenburg, tiếp quản. Lâu đài có một tòa án và một nhà tù. Công trình bảo tồn đầu tiên được thực hiện vào giữa những năm 1930 và 1939. Lâu đài sau đó được xây dựng lại trong khoảng thời gian từ năm 1957 đến 1962 và giữa những năm 1969 đến 1990, khi lâu đài nằm trong Bảo tàng Tây Pomeranian (Bảo tàng Zachodnio Pomorskie), một khách sạn với một nhà hàng và một thư viện.